# Cyanolyca mirabilis
La chara de Omiltemi (Cyanolyca mirabilis) es una especie de ave paseriforme de la familia Corvidae endémica de México.
Su hábitat natural son los bosques montanos húmedos tropicales.
Se encuentra amenazada por pérdida de hábitat.

## Descripción
Es una chara pequeña mide 23 a 25 cm de largo. Su cuerpo es de color azul, cabeza negra con garganta blanca y supercilium que se prolonga por detrás del oído da la apariencia de un arnés.

## Distribución y población
Cyanolyca mirabilis es bastante común en la Sierra Madre del Sur de Guerrero y Oaxaca, en el suroeste de México. En Guerrero, es un ave común en Omiltemi, bastante común en el Cerro Teotepec. En Oaxaca, se la ha observado en tres sitios en las Sierras de Miahautlán y de Yucuyacua, pero desde 1964 no se han registrado avistamientos en San Andrés Chicahuaxtla.

## Ecología
Prefiere los sectores vírgenes del bosque montano húmedo, en particular bosques de neblina (cerca del Cerro Teotepec), de roble y pino. Habita en zonas elevadas de 1,525-3,500 m en Guerrero y 2,000-2,600 m en Oaxaca, existen muy pocos hábitats adecuados debajo de la cota de 1,800 m Tiende a alimentarse en parejas o pequeños grupos, aunque a veces fuera de la temporada de reproducción se junta con bandadas de varias especies. La época de reproducción va de abril a agosto.

## Amenaza
Gran parte de los bosques en la zona en la que habita están siendo cortados para aprovechar su madera y para despejar terreno para explotaciones agrícolas. Plantaciones de maíz, frutos (especialmente cítricos en la Sierra de Miahautlán1) y cultivos de café están remplazando a los bosques montanos y explotaciones madereras amenazan a los bosques de roble y pino.